# Waterfall Cliffs
Die Waterfall Cliffs (englisch für Wasserfallkliffs) sind steile Kliffs aus Fels und Geröll auf der westantarktischen Vega-Insel. Sie ragen unmittelbar südwestlich des Keltie Head auf.
Das UK Antarctic Place-Names Committee benannte sie 2008 nach den hier zur Zeit der Schnee- und Eisschmelze auftretenden Wasserfällen.